# Torneo Federación Norte Buenos Aires 2024
En el torneo, participan 54 equipos de las diferentes ligas afiliadas a la Federación Norte de Fútbol de la Provincia de Buenos Aires y otorgará 1 cupo para el Torneo Regional Federal Amateur.
Inicio el 19 de enero.

## Formato
Fase de grupos:
- Se confeccionaron 6 grupos de 4 equipos y 10 de 3 equipos, sorteados[1].
- Los dos primeros de cada grupo acceden a 16.os de final.

Dieciseisavos de final:
- Lo disputarán los 32 equipos clasificados de la fase de grupos.
- Se jugará por el sistema de eliminación directa, a doble partido.
- El equipo mejor ubicado, será el que defina la serie de local.
- En caso de persistir la igualdad en el global, se definirá mediante tiros desde el punto penal.

Octavos de final:
- La disputarán los 16 equipos ganadores de la fase anterior.
- Se jugará por el sistema de eliminación directa, a doble partido.
- El equipo mejor ubicado, será quién defina la serie de local.
- En caso de persistir la igualdad en el global, se definirá mediante tiros desde el punto penal.

Cuartos de final:
- Los disputarán los 8 equipos ganadores de la fase anterior.
- Se jugará por el sistema de eliminación directa, a doble partido.
- El equipo mejor ubicado, será quién defina la serie de local.
- En caso de persistir la igualdad en el global, se definirá mediante tiros desde el punto penal.

Semifinales:
- Las disputarán los 4 equipos ganadores de la fase anterior.
- Se jugará por el sistema de eliminación directa, a doble partido.
- El equipo mejor ubicado, será quién defina la serie de local.
- En caso de persistir la igualdad en el global, se definirá mediante tiros desde el punto penal.

Final:
- La disputarán los 2 equipos ganadores de la fase anterior.
- Se jugará a un solo partido, en cancha neutral.
- En caso de empate, se definirá mediante tiros desde el punto penal.
- El ganador clasifica al Torneo Regional Federal Amateur.

## Equipos participantes
| Región | Zona | Equipo                                               | Ciudad                     | Estadio                                                               | Liga de origen                         |
| ------ | ---- | ---------------------------------------------------- | -------------------------- | --------------------------------------------------------------------- | -------------------------------------- |
| Sur    | 1    | Club Atlético Deportivo Liga Amateur Unidos de Merlo | Merlo                      | Ciudad de Libertad                                                    | Liga Zárateña Sur (Lidesur)            |
| Sur    | 1    | Centro de Aprendizaje y Formación 11 de Febrero      | Zárate                     | Polideportivo Santa Brigida                                           | Liga Zárateña Sur (Lidesur)            |
| Sur    | 1    | Escocia Fútbol Club                                  | Tigre                      | Polideportivo Santa Brigida                                           | Liga Zárateña Sur (Lidesur)            |
| Sur    | 1    | Club Deportivo Universitario                         | José C. Paz                | Polideportivo Santa Brigida                                           | Liga Zárateña Sur (Lidesur)            |
| Sur    | 2    | Asociación Civil Sports Light                        | Temperley                  | Predio El Fortín                                                      | Liga Zárateña Sur (Lidesur)            |
| Sur    | 2    | Asociación Atlética Deportivo Brown                  | Claypole                   | Predio del Club San Martín (Burzaco)                                  | Liga Zárateña Sur (Lidesur)            |
| Sur    | 2    | Club Atlético Don Orione                             | Claypole                   | Predio del Club San Martín (Burzaco)                                  | Liga Zárateña Sur (Lidesur)            |
| Sur    | 3    | Club de Fútbol Calzada                               | Rafael Calzada             | Predio del Club San Martín (Burzaco)                                  | Liga Zárateña Sur (Lidesur)            |
| Sur    | 3    | El Puente Fútbol Club                                | Llavallol                  | Club Portugués (Esteban Echeverria)                                   | Liga Zárateña Sur (Lidesur)            |
| Sur    | 3    | Club Social y Deportivo Capilla                      | Capilla del Señor          | Estadio 1° de Septiembre                                              | Liga Deportiva de San Antonio de Areco |
| Sur    | 4    | Club Atlético y Social Ferroviarios Unidos           | Zárate                     | Sin nombre                                                            | Liga Zarateña de Fútbol                |
| Sur    | 4    | Club Social y Deportivo San Miguel                   | Zárate                     | Predio Copiapó                                                        | Liga Zarateña de Fútbol                |
| Sur    | 4    | Club Deportivo San Cayetano                          | Campana                    | Sin nombre                                                            | Liga Campanense de Fútbol              |
| Sur    | 5    | Albizola Fútbol Club                                 | Campana                    | Sin nombre                                                            | Liga Campanense de Fútbol              |
| Sur    | 5    | Club Atlético Las Campanas                           | Campana                    | Sin nombre                                                            | Liga Campanense de Fútbol              |
| Sur    | 5    | Club Deportivo Central Buenos Aires                  | Zárate                     | Sin nombre                                                            | Liga Zarateña de Fútbol                |
| Sur    | 5    | Club Social y Deportivo Sarmiento                    | Zárate                     | Pablo Gramajo                                                         | Liga Zarateña de Fútbol                |
| Sur    | 6    | Club Atlético Paraná                                 | Zárate                     | Pablo Gramajo                                                         | Liga Zarateña de Fútbol                |
| Sur    | 6    | Club Atlético Baradero                               | Baradero                   | Carlos Asali, ''Plaza San Martín''                                    | Liga Deportiva Sampedrina              |
| Sur    | 6    | Club Atlético La Josefa                              | Campana                    | Sin nombre                                                            | Liga Campanense de Fútbol              |
| Sur    | 7    | Club Atlético Barrio Lubo                            | Campana                    | Sin nombre                                                            | Liga Campanense de Fútbol              |
| Sur    | 7    | Otamendi Fútbol Club                                 | Campana                    | Sin nombre                                                            | Liga Campanense de Fútbol              |
| Sur    | 7    | Lima Foot-Ball Club                                  | Lima                       | Domingo Di Donato                                                     | Liga Zarateña de Fútbol                |
| Sur    | 8    | Estrada Fútbol Club                                  | Zárate                     | Predio Copiapó                                                        | Liga Zarateña de Fútbol                |
| Sur    | 8    | Club Social y Deportivo San Carlos                   | Capitán Sarmiento          | Municipal de Capitán Sarmiento                                        | Liga Deportiva de San Antonio de Areco |
| Sur    | 8    | Club Sportivo Baradero                               | Baradero                   | Sin nombre                                                            | Liga Deportiva Sampedrina              |
| Norte  | 9    | Club Atlético 12 de Octubre                          | San Nicolás de los Arroyos | Manuel Santos Podestá                                                 | Liga Nicoleña de Fútbol                |
| Norte  | 9    | Club Atlético Defensores Unidos                      | San Pedro                  | Sin nombre                                                            | Liga Deportiva Sampedrina              |
| Norte  | 9    | Club Sportivo América                                | San Pedro                  | Municipal de San Pedro, ''General San Martín'', ''Coloso de Cemento'' | Liga Deportiva Sampedrina              |
| Norte  | 10   | Agricultores Fútbol Club                             | Gobernador Castro          | Sin nombre                                                            | Liga Deportiva Sampedrina              |
| Norte  | 10   | Club Atlético Almirante Brown                        | Arrecifes                  | Sin nombre                                                            | Liga de Fútbol de Arrecifes            |
| Norte  | 10   | Club Deportivo Palermo                               | Arrecifes                  | Municipal de Arrecifes, ''Pablo Zabaleta''                            | Liga de Fútbol de Arrecifes            |
| Norte  | 11   | Club Deportivo Villa Sanguinetti                     | Arrecifes                  | Municipal de Arrecifes, ''Pablo Zabaleta''                            | Liga de Fútbol de Arrecifes            |
| Norte  | 11   | Club Belgrano                                        | San Nicolás de los Arroyos | Predio del Club Belgrano                                              | Liga Nicoleña de Fútbol                |
| Norte  | 11   | Independencia Fútbol Club                            | San Pedro                  | Municipal de San Pedro, ''General San Martín'', ''Coloso de Cemento'' | Liga Deportiva Sampedrina              |
| Norte  | 12   | Club Deportivo Central Córdoba                       | San Pedro                  | Sin nombre                                                            | Liga Deportiva Sampedrina              |
| Norte  | 12   | Club Atlético Huracán                                | Arrecifes                  | Sin nombre                                                            | Liga de Fútbol de Arrecifes            |
| Norte  | 12   | Club Atlético Obras Sanitarias                       | Arrecifes                  | Sin nombre                                                            | Liga de Fútbol de Arrecifes            |
| Norte  | 13   | Peña Deportiva y Social Boquense de Arrecifes        | Arrecifes                  | Sin nombre                                                            | Liga de Fútbol de Arrecifes            |
| Norte  | 13   | Valacco Fútbol Club                                  | Salto                      | Centro Universitario Salto Argentino                                  | Liga Deportiva de Salto                |
| Norte  | 13   | Club Villa Italia                                    | Salto                      | Club Sports Salto                                                     | Liga Deportiva de Salto                |
| Norte  | 13   | Club Atlético Juventud                               | Rojas                      | Vagón sin Ruedas                                                      | Liga Deportiva de Fútbol de Rojas      |
| Norte  | 14   | Club Atlético El Huracán                             | Rojas                      | Elvio Cruz Fachile                                                    | Liga Deportiva de Fútbol de Rojas      |
| Norte  | 14   | Club Atlético El Fortín                              | Colón                      | Hugo Viccei                                                           | Liga Deportiva de Colón                |
| Norte  | 14   | Porteño Foot-Ball Club                               | Colón                      | Sin nombre                                                            | Liga Deportiva de Colón                |
| Norte  | 14   | Club Sportsman                                       | Carmen de Areco            | El Bosque                                                             | Liga de Fútbol de Arrecifes            |
| Norte  | 15   | Club de Gimnasia y Esgrima                           | Pergamino                  | Sin nombre                                                            | Liga de Fútbol de Pergamino            |
| Norte  | 15   | Racing Club                                          | Colón                      | Hugo Viccei                                                           | Liga Deportiva de Colón                |
| Norte  | 15   | Club Sportivo Barracas                               | Colón                      | Roberto ''Tito'' Pérez                                                | Liga Deportiva de Colón                |
| Norte  | 15   | Club Atlético Argentino                              | Rojas                      | Venancio ''Coco'' Amichetti                                           | Liga Deportiva de Fútbol de Rojas      |
| Norte  | 16   | Club Atlético Boca Juniors                           | Rojas                      | Sin nombre                                                            | Liga Deportiva de Fútbol de Rojas      |
| Norte  | 16   | Club Social y Deportivo Huracán                      | Chivilcoy                  | Jorge Ramón Leva                                                      | Liga Chivilcoyana de Fútbol            |
| Norte  | 16   | Club Deportivo Los Vascos                            | Carmen de Areco            | Miguel Ángel Haristoy                                                 | Liga de Fútbol de Arrecifes            |
| Norte  | 16   | Centro Universitario Salto Argentino                 | Salto                      | Sin nombre                                                            | Liga Deportiva de Salto                |

## Etapa clasificatoria
Los participantes se distribuyeron en 6 zonas de 4 equipos cada uno y 10 zonas de 3. Los 2 mejores equipos de todas las zonas clasificarán a Dieciseisavos de final.
Los criterios de clasificación son los siguientes:
1. Puntos obtenidos.
2. Diferencia de goles.
3. Mayor cantidad de goles marcados.

### Zona 1

#### Tabla de posiciones
| Pos. | Equipo                      | Pts. | PJ | PG | PE | PP | GF | GC | Dif. |
| ---- | --------------------------- | ---- | -- | -- | -- | -- | -- | -- | ---- |
| 1.º  | Escocia FC (Tigre)          | 16   | 6  | 5  | 1  | 0  | 17 | 6  | 11   |
| 2.º  | Dep. LAUM                   | 12   | 6  | 4  | 0  | 2  | 12 | 6  | 6    |
| 3.º  | CAF 11 de Febrero (Zárate)  | 4    | 6  | 1  | 1  | 4  | 10 | 15 | −5   |
| 4.º  | Universitario (José C. Paz) | 3    | 6  | 1  | 0  | 5  | 3  | 16 | −13  |

|  | Clasifican a Dieciseisavos de final. |

#### Resultados
| Fecha 1            | Fecha 1   | Fecha 1                     | Fecha 1                     | Fecha 1 | Fecha 1     |
| Local              | Resultado | Visita                      | Estadio                     | Hora    | Fecha       |
| ------------------ | --------- | --------------------------- | --------------------------- | ------- | ----------- |
| Dep. LAUM          | 3 - 1     | CAF 11 de Febrero (Zaráte)  | Ciudad de Libertad          | 17:00   | 21 de enero |
| Escocia FC (Tigre) | 4 - 0     | Universitario (José C. Paz) | Polideportivo Santa Brigida | 18:00   | 20 de enero |

| Fecha 2                     | Fecha 2   | Fecha 2            | Fecha 2                     | Fecha 2 | Fecha 2     |
| Local                       | Resultado | Visita             | Estadio                     | Hora    | Fecha       |
| --------------------------- | --------- | ------------------ | --------------------------- | ------- | ----------- |
| Universitario (José C. Paz) | 0 - 4     | Dep. LAUM          | Polideportivo Santa Brigida | 17:30   | 27 de enero |
| CAF 11 de Febrero (Zaráte)  | 2 - 2     | Escocia FC (Tigre) | Polideportivo Santa Brigida | 18:00   | 28 de enero |

| Fecha 3                     | Fecha 3   | Fecha 3                    | Fecha 3                     | Fecha 3 | Fecha 3      |
| Local                       | Resultado | Visita                     | Estadio                     | Hora    | Fecha        |
| --------------------------- | --------- | -------------------------- | --------------------------- | ------- | ------------ |
| Dep. LAUM                   | 1 - 2     | Escocia FC (Tigre)         | Ciudad de Libertad          | 19:00   | 4 de febrero |
| Universitario (José C. Paz) | 1 - 0     | CAF 11 de Febrero (Zaráte) | Polideportivo Santa Brigida | 18:00   | 4 de febrero |

| Fecha 4                     | Fecha 4   | Fecha 4            | Fecha 4                     | Fecha 4 | Fecha 4       |
| Local                       | Resultado | Visita             | Estadio                     | Hora    | Fecha         |
| --------------------------- | --------- | ------------------ | --------------------------- | ------- | ------------- |
| CAF 11 de Febrero (Zaráte)  | 0-0       | Dep. LAUM          | Polideportivo Santa Brigida | 18:00   | 11 de febrero |
| Universitario (José C. Paz) | 0-3       | Escocia FC (Tigre) | Polideportivo Santa Brigida | 18:00   | 12 de febrero |

| Fecha 5            | Fecha 5   | Fecha 5                     | Fecha 5                     | Fecha 5 | Fecha 5       |
| Local              | Resultado | Visita                      | Estadio                     | Hora    | Fecha         |
| ------------------ | --------- | --------------------------- | --------------------------- | ------- | ------------- |
| Dep. LAUM          | 2-0       | Universitario (José C. Paz) | Ciudad de Libertad          | 19:00   | 18 de febrero |
| Escocia FC (Tigre) | 4-3       | CAF 11 de Febrero (Zaráte)  | Polideportivo Santa Brigida | 17:00   | 18 de febrero |

| Fecha 6                    | Fecha 6   | Fecha 6                     | Fecha 6                     | Fecha 6 | Fecha 6       |
| Local                      | Resultado | Visita                      | Estadio                     | Hora    | Fecha         |
| -------------------------- | --------- | --------------------------- | --------------------------- | ------- | ------------- |
| Escocia FC (Tigre)         | 2-0       | Dep. LAUM                   | Polideportivo Santa Brigida | 17:30   | 25 de febrero |
| CAF 11 de Febrero (Zaráte) | 3-2       | Universitario (José C. Paz) | Polideportivo Santa Brigida | 21:00   | 25 de febrero |

### Zona 2

#### Tabla de posiciones
| Pos. | Equipo              | Pts. | PJ | PG | PE | PP | GF | GC | Dif. |
| ---- | ------------------- | ---- | -- | -- | -- | -- | -- | -- | ---- |
| 1.º  | ESCOCIA FC          | 0    | 0  | 0  | 0  | 0  | 0  | 0  | 0    |
| 2.º  | ONCE DE FEBRERO     | 0    | 0  | 0  | 0  | 0  | 0  | 0  | 0    |
| —    | SAN MARTIN 09       | 0    | 0  | 0  | 0  | 0  | 0  | 0  | 0    |
| 4.º  | UNIVERSITARIOS BSAS | 0    | 0  | 0  | 0  | 0  | 0  | 0  | 0    |

|  | Clasifican a Dieciseisavos de final. |

#### Resultados
| Fecha 1                         | Fecha 1   | Fecha 1              | Fecha 1                              | Fecha 1 | Fecha 1     |
| Local                           | Resultado | Visita               | Estadio                              | Hora    | Fecha       |
| ------------------------------- | --------- | -------------------- | ------------------------------------ | ------- | ----------- |
| Don Orione (Claypole)           | 2 - 1     | AAD Brown (Claypole) | Predio del Club San Martín (Burzaco) | 18:00   | 21 de enero |
| Libre: Sports Light (Temperley) |           |                      |                                      |         |             |

| Fecha 2                     | Fecha 2   | Fecha 2               | Fecha 2          | Fecha 2 | Fecha 2     |
| Local                       | Resultado | Visita                | Estadio          | Hora    | Fecha       |
| --------------------------- | --------- | --------------------- | ---------------- | ------- | ----------- |
| Sports Light (Temperley)    | 0 - 2     | Don Orione (Claypole) | Predio El Fortín | 17:30   | 27 de enero |
| Libre: AAD Brown (Claypole) |           |                       |                  |         |             |

| Fecha 3                      | Fecha 3   | Fecha 3                  | Fecha 3                              | Fecha 3 | Fecha 3      |
| Local                        | Resultado | Visita                   | Estadio                              | Hora    | Fecha        |
| ---------------------------- | --------- | ------------------------ | ------------------------------------ | ------- | ------------ |
| AAD Brown (Claypole)         | 2 - 1     | Sports Light (Temperley) | Predio del Club San Martín (Burzaco) | 17:00   | 4 de febrero |
| Libre: Don Orione (Claypole) |           |                          |                                      |         |              |

| Fecha 4                         | Fecha 4   | Fecha 4               | Fecha 4                              | Fecha 4 | Fecha 4       |
| Local                           | Resultado | Visita                | Estadio                              | Hora    | Fecha         |
| ------------------------------- | --------- | --------------------- | ------------------------------------ | ------- | ------------- |
| AAD Brown (Claypole)            | 2-4       | Don Orione (Claypole) | Predio del Club San Martín (Burzaco) | 17:00   | 12 de febrero |
| Libre: Sports Light (Temperley) |           |                       |                                      |         |               |

| Fecha 5                     | Fecha 5   | Fecha 5                  | Fecha 5                              | Fecha 5 | Fecha 5 |
| Local                       | Resultado | Visita                   | Estadio                              | Hora    | Fecha   |
| --------------------------- | --------- | ------------------------ | ------------------------------------ | ------- | ------- |
| Don Orione (Claypole)       | 3-0       | Sports Light (Temperley) | Predio del Club San Martín (Burzaco) |         |         |
| Libre: AAD Brown (Claypole) |           |                          |                                      |         |         |

| Fecha 6                      | Fecha 6   | Fecha 6              | Fecha 6          | Fecha 6 | Fecha 6 |
| Local                        | Resultado | Visita               | Estadio          | Hora    | Fecha   |
| ---------------------------- | --------- | -------------------- | ---------------- | ------- | ------- |
| Sports Light (Temperley)     | 2-0       | AAD Brown (Claypole) | Predio El Fortín |         |         |
| Libre: Don Orione (Claypole) |           |                      |                  |         |         |

### Zona 3

#### Tabla de posiciones
| Pos. | Equipo                   | Pts. | PJ | PG | PE | PP | GF | GC | Dif. |
| ---- | ------------------------ | ---- | -- | -- | -- | -- | -- | -- | ---- |
| 1.º  | Dep. Capilla del Señor   | 10   | 4  | 3  | 1  | 0  | 7  | 1  | 6    |
| 2.º  | El Puente FC (Llavallol) | 7    | 4  | 2  | 1  | 1  | 6  | 6  | 0    |
| 3.º  | CF Calzada               | 0    | 4  | 0  | 0  | 4  | 0  | 7  | −7   |

|  | Clasifican a Dieciseisavos de final. |

#### Resultados
| Fecha 1                       | Fecha 1   | Fecha 1                  | Fecha 1                              | Fecha 1 | Fecha 1     |
| Local                         | Resultado | Visita                   | Estadio                              | Hora    | Fecha       |
| ----------------------------- | --------- | ------------------------ | ------------------------------------ | ------- | ----------- |
| CF Calzada                    | 1 - 4     | El Puente FC (Llavallol) | Predio del Club San Martín (Burzaco) | 16:00   | 21 de enero |
| Libre: Dep. Capilla del Señor |           |                          |                                      |         |             |

| Fecha 2                         | Fecha 2   | Fecha 2    | Fecha 2                | Fecha 2 | Fecha 2     |
| Local                           | Resultado | Visita     | Estadio                | Hora    | Fecha       |
| ------------------------------- | --------- | ---------- | ---------------------- | ------- | ----------- |
| Dep. Capilla del Señor          | 6 - 0     | CF Calzada | Dep. Capilla del Señor | 17:00   | 28 de enero |
| Libre: El Puente FC (Llavallol) |           |            |                        |         |             |

| Fecha 3                  | Fecha 3   | Fecha 3                | Fecha 3                             | Fecha 3 | Fecha 3      |
| Local                    | Resultado | Visita                 | Estadio                             | Hora    | Fecha        |
| ------------------------ | --------- | ---------------------- | ----------------------------------- | ------- | ------------ |
| El Puente FC (Llavallol) | 0 - 4     | Dep. Capilla del Señor | Club Portugués (Esteban Echeverria) | 17:00   | 3 de febrero |
| Libre: CF Calzada        |           |                        |                                     |         |              |

| Fecha 4                       | Fecha 4   | Fecha 4    | Fecha 4                             | Fecha 4 | Fecha 4       |
| Local                         | Resultado | Visita     | Estadio                             | Hora    | Fecha         |
| ----------------------------- | --------- | ---------- | ----------------------------------- | ------- | ------------- |
| El Puente FC (Llavallol)      |           | CF Calzada | Club Portugués (Esteban Echeverria) | 17:00   | 13 de febrero |
| Libre: Dep. Capilla del Señor |           |            |                                     |         |               |

| Fecha 5                         | Fecha 5   | Fecha 5                | Fecha 5                              | Fecha 5 | Fecha 5 |
| Local                           | Resultado | Visita                 | Estadio                              | Hora    | Fecha   |
| ------------------------------- | --------- | ---------------------- | ------------------------------------ | ------- | ------- |
| CF Calzada                      |           | Dep. Capilla del Señor | Predio del Club San Martín (Burzaco) |         |         |
| Libre: El Puente FC (Llavallol) |           |                        |                                      |         |         |

| Fecha 6                | Fecha 6   | Fecha 6                  | Fecha 6                | Fecha 6 | Fecha 6 |
| Local                  | Resultado | Visita                   | Estadio                | Hora    | Fecha   |
| ---------------------- | --------- | ------------------------ | ---------------------- | ------- | ------- |
| Dep. Capilla del Señor |           | El Puente FC (Llavallol) | Dep. Capilla del Señor |         |         |
| Libre: CF Calzada      |           |                          |                        |         |         |

### Zona 4

#### Tabla de posiciones
| Pos. | Equipo                       | Pts. | PJ | PG | PE | PP | GF | GC | Dif. |
| ---- | ---------------------------- | ---- | -- | -- | -- | -- | -- | -- | ---- |
| 1.º  | San Miguel (Zárate)          | 4    | 2  | 1  | 1  | 0  | 3  | 2  | 1    |
| 2.º  | Ferroviarios Unidos (Zárate) | 2    | 2  | 0  | 2  | 0  | 3  | 3  | 0    |
| 3.º  | San Cayetano (Campana)       | 1    | 2  | 0  | 1  | 1  | 1  | 2  | −1   |

|  | Clasifican a Dieciseisavos de final. |

#### Resultados
| Fecha 1                       | Fecha 1   | Fecha 1             | Fecha 1                      | Fecha 1 | Fecha 1     |
| Local                         | Resultado | Visita              | Estadio                      | Hora    | Fecha       |
| ----------------------------- | --------- | ------------------- | ---------------------------- | ------- | ----------- |
| Ferroviarios Unidos (Zárate)  | 2 - 2     | San Miguel (Zárate) | Ferroviarios Unidos (Zárate) | 18:00   | 20 de enero |
| Libre: San Cayetano (Campana) |           |                     |                              |         |             |

| Fecha 2                    | Fecha 2   | Fecha 2                      | Fecha 2             | Fecha 2 | Fecha 2     |
| Local                      | Resultado | Visita                       | Estadio             | Hora    | Fecha       |
| -------------------------- | --------- | ---------------------------- | ------------------- | ------- | ----------- |
| San Cayetano (Campana)     | 1 - 1     | Ferroviarios Unidos (Zárate) | La Josefa (Campana) | 17:00   | 27 de enero |
| Libre: San Miguel (Zárate) |           |                              |                     |         |             |

| Fecha 3                             | Fecha 3   | Fecha 3                | Fecha 3             | Fecha 3 | Fecha 3      |
| Local                               | Resultado | Visita                 | Estadio             | Hora    | Fecha        |
| ----------------------------------- | --------- | ---------------------- | ------------------- | ------- | ------------ |
| San Miguel (Zárate)                 | 1 - 0     | San Cayetano (Campana) | San Miguel (Zárate) | 18:00   | 4 de febrero |
| Libre: Ferroviarios Unidos (Zárate) |           |                        |                     |         |              |

| Fecha 4                       | Fecha 4   | Fecha 4                      | Fecha 4             | Fecha 4 | Fecha 4       |
| Local                         | Resultado | Visita                       | Estadio             | Hora    | Fecha         |
| ----------------------------- | --------- | ---------------------------- | ------------------- | ------- | ------------- |
| San Miguel (Zárate)           |           | Ferroviarios Unidos (Zárate) | San Miguel (Zárate) | 18:00   | 13 de febrero |
| Libre: San Cayetano (Campana) |           |                              |                     |         |               |

| Fecha 5                      | Fecha 5   | Fecha 5                | Fecha 5                      | Fecha 5 | Fecha 5 |
| Local                        | Resultado | Visita                 | Estadio                      | Hora    | Fecha   |
| ---------------------------- | --------- | ---------------------- | ---------------------------- | ------- | ------- |
| Ferroviarios Unidos (Zárate) |           | San Cayetano (Campana) | Ferroviarios Unidos (Zárate) |         |         |
| Libre: San Miguel (Zárate)   |           |                        |                              |         |         |

| Fecha 6                             | Fecha 6   | Fecha 6             | Fecha 6             | Fecha 6 | Fecha 6 |
| Local                               | Resultado | Visita              | Estadio             | Hora    | Fecha   |
| ----------------------------------- | --------- | ------------------- | ------------------- | ------- | ------- |
| San Cayetano (Campana)              |           | San Miguel (Zárate) | La Josefa (Campana) |         |         |
| Libre: Ferroviarios Unidos (Zárate) |           |                     |                     |         |         |

### Zona 5

#### Tabla de posiciones
| Pos. | Equipo                        | Pts. | PJ | PG | PE | PP | GF | GC | Dif. |
| ---- | ----------------------------- | ---- | -- | -- | -- | -- | -- | -- | ---- |
| 1.º  | Albizola FC (Campana)         | 7    | 3  | 2  | 1  | 0  | 9  | 4  | 5    |
| 2.º  | Central Buenos Aires (Zárate) | 5    | 3  | 1  | 2  | 0  | 3  | 2  | 1    |
| 3.º  | Sarmiento (Zárate)            | 4    | 3  | 1  | 1  | 1  | 3  | 4  | −1   |
| 4.º  | Las Campanas (Campana)        | 0    | 3  | 0  | 0  | 3  | 1  | 6  | −5   |

|  | Clasifican a Dieciseisavos de final. |

#### Resultados
| Fecha 1                       | Fecha 1   | Fecha 1                | Fecha 1                       | Fecha 1 | Fecha 1     |
| Local                         | Resultado | Visita                 | Estadio                       | Hora    | Fecha       |
| ----------------------------- | --------- | ---------------------- | ----------------------------- | ------- | ----------- |
| Albizola FC (Campana)         | 4 - 1     | Las Campanas (Campana) | Las Campanas (Campana)        | 17:00   | 20 de enero |
| Central Buenos Aires (Zárate) | 0 - 0     | Sarmiento (Zárate)     | Central Buenos Aires (Zárate) | 17:00   | 21 de enero |

| Fecha 2                | Fecha 2   | Fecha 2                       | Fecha 2                | Fecha 2 | Fecha 2     |
| Local                  | Resultado | Visita                        | Estadio                | Hora    | Fecha       |
| ---------------------- | --------- | ----------------------------- | ---------------------- | ------- | ----------- |
| Sarmiento (Zárate)     | 2 - 4     | Albizola FC (Campana)         | Pablo Gramajo          | 19:00   | 27 de enero |
| Las Campanas (Campana) | 0 - 1     | Central Buenos Aires (Zárate) | Las Campanas (Campana) | 17:00   | 28 de enero |

| Fecha 3               | Fecha 3   | Fecha 3                       | Fecha 3                | Fecha 3 | Fecha 3      |
| Local                 | Resultado | Visita                        | Estadio                | Hora    | Fecha        |
| --------------------- | --------- | ----------------------------- | ---------------------- | ------- | ------------ |
| Albizola FC (Campana) | 1 - 1     | Central Buenos Aires (Zárate) | Las Campanas (Campana) | 17:00   | 3 de febrero |
| Sarmiento (Zárate)    | 2 - 1     | Las Campanas (Campana)        | Pablo Gramajo          | 19:30   | 3 de febrero |

| Fecha 4                | Fecha 4   | Fecha 4                       | Fecha 4                | Fecha 4 | Fecha 4       |
| Local                  | Resultado | Visita                        | Estadio                | Hora    | Fecha         |
| ---------------------- | --------- | ----------------------------- | ---------------------- | ------- | ------------- |
| Las Campanas (Campana) | 1 - 3     | Albizola FC (Campana)         | Las Campanas (Campana) | 18:00   | 11 de febrero |
| Sarmiento (Zárate)     |           | Central Buenos Aires (Zárate) | Pablo Gramajo          | 19:00   | 12 de febrero |

| Fecha 5                       | Fecha 5   | Fecha 5                | Fecha 5                       | Fecha 5 | Fecha 5 |
| Local                         | Resultado | Visita                 | Estadio                       | Hora    | Fecha   |
| ----------------------------- | --------- | ---------------------- | ----------------------------- | ------- | ------- |
| Albizola FC (Campana)         |           | Sarmiento (Zárate)     | Las Campanas (Campana)        |         |         |
| Central Buenos Aires (Zárate) |           | Las Campanas (Campana) | Central Buenos Aires (Zárate) |         |         |

| Fecha 6                       | Fecha 6   | Fecha 6               | Fecha 6                       | Fecha 6 | Fecha 6 |
| Local                         | Resultado | Visita                | Estadio                       | Hora    | Fecha   |
| ----------------------------- | --------- | --------------------- | ----------------------------- | ------- | ------- |
| Central Buenos Aires (Zárate) |           | Albizola FC (Campana) | Central Buenos Aires (Zárate) |         |         |
| Las Campanas (Campana)        |           | Sarmiento (Zárate)    | Las Campanas (Campana)        |         |         |

### Zona 6

#### Tabla de posiciones
| Pos. | Equipo              | Pts. | PJ | PG | PE | PP | GF | GC | Dif. |
| ---- | ------------------- | ---- | -- | -- | -- | -- | -- | -- | ---- |
| 1.º  | Atl. Baradero       | 6    | 2  | 2  | 0  | 0  | 6  | 2  | 4    |
| 2.º  | La Josefa (Campana) | 3    | 2  | 1  | 0  | 1  | 3  | 3  | 0    |
| 3.º  | Paraná (Zárate)     | 0    | 2  | 0  | 0  | 2  | 2  | 6  | −4   |

|  | Clasifican a Dieciseisavos de final. |

#### Resultados
| Fecha 1              | Fecha 1   | Fecha 1             | Fecha 1       | Fecha 1 | Fecha 1     |
| Local                | Resultado | Visita              | Estadio       | Hora    | Fecha       |
| -------------------- | --------- | ------------------- | ------------- | ------- | ----------- |
| Paraná (Zárate)      | 1 - 2     | La Josefa (Campana) | Pablo Gramajo | 20:00   | 21 de enero |
| Libre: Atl. Baradero |           |                     |               |         |             |

| Fecha 2                | Fecha 2   | Fecha 2       | Fecha 2             | Fecha 2 | Fecha 2     |
| Local                  | Resultado | Visita        | Estadio             | Hora    | Fecha       |
| ---------------------- | --------- | ------------- | ------------------- | ------- | ----------- |
| La Josefa (Campana)    | 1 - 2     | Atl. Baradero | La Josefa (Campana) | 18:00   | 28 de enero |
| Libre: Paraná (Zárate) |           |               |                     |         |             |

| Fecha 3                    | Fecha 3   | Fecha 3       | Fecha 3       | Fecha 3 | Fecha 3      |
| Local                      | Resultado | Visita        | Estadio       | Hora    | Fecha        |
| -------------------------- | --------- | ------------- | ------------- | ------- | ------------ |
| Paraná (Zárate)            | 1 - 4     | Atl. Baradero | Pablo Gramajo | 19:00   | 4 de febrero |
| Libre: La Josefa (Campana) |           |               |               |         |              |

| Fecha 4              | Fecha 4   | Fecha 4         | Fecha 4             | Fecha 4 | Fecha 4     |
| Local                | Resultado | Visita          | Estadio             | Hora    | Fecha       |
| -------------------- | --------- | --------------- | ------------------- | ------- | ----------- |
| La Josefa (Campana)  |           | Paraná (Zárate) | La Josefa (Campana) | ---     | A confirmar |
| Libre: Atl. Baradero |           |                 |                     |         |             |

| Fecha 5                | Fecha 5   | Fecha 5             | Fecha 5       | Fecha 5 | Fecha 5 |
| Local                  | Resultado | Visita              | Estadio       | Hora    | Fecha   |
| ---------------------- | --------- | ------------------- | ------------- | ------- | ------- |
| Atl. Baradero          |           | La Josefa (Campana) | Atl. Baradero |         |         |
| Libre: Paraná (Zárate) |           |                     |               |         |         |

| Fecha 6                    | Fecha 6   | Fecha 6         | Fecha 6       | Fecha 6 | Fecha 6 |
| Local                      | Resultado | Visita          | Estadio       | Hora    | Fecha   |
| -------------------------- | --------- | --------------- | ------------- | ------- | ------- |
| Atl. Baradero              |           | Paraná (Zárate) | Atl. Baradero |         |         |
| Libre: La Josefa (Campana) |           |                 |               |         |         |

### Zona 7

#### Tabla de posiciones
| Pos. | Equipo                | Pts. | PJ | PG | PE | PP | GF | GC | Dif. |
| ---- | --------------------- | ---- | -- | -- | -- | -- | -- | -- | ---- |
| 1.º  | Barrio Lubo (Campana) | 4    | 2  | 1  | 1  | 0  | 2  | 1  | 1    |
| 2.º  | Lima FBC              | 3    | 2  | 1  | 0  | 1  | 3  | 3  | 0    |
| 3.º  | Otamendi FC (Campana) | 1    | 2  | 0  | 1  | 1  | 3  | 4  | −1   |

|  | Clasifican a Dieciseisavos de final. |

#### Resultados
| Fecha 1               | Fecha 1   | Fecha 1               | Fecha 1             | Fecha 1 | Fecha 1     |
| Local                 | Resultado | Visita                | Estadio             | Hora    | Fecha       |
| --------------------- | --------- | --------------------- | ------------------- | ------- | ----------- |
| Barrio Lubo (Campana) | 1 - 1     | Otamendi FC (Campana) | La Josefa (Campana) | 18:00   | 21 de enero |
| Libre: Lima FBC       |           |                       |                     |         |             |

| Fecha 2                      | Fecha 2   | Fecha 2  | Fecha 2               | Fecha 2 | Fecha 2     |
| Local                        | Resultado | Visita   | Estadio               | Hora    | Fecha       |
| ---------------------------- | --------- | -------- | --------------------- | ------- | ----------- |
| Otamendi FC (Campana)        | 2 - 3     | Lima FBC | Otamendi FC (Campana) | 18:00   | 28 de enero |
| Libre: Barrio Lubo (Campana) |           |          |                       |         |             |

| Fecha 3                      | Fecha 3   | Fecha 3               | Fecha 3           | Fecha 3 | Fecha 3      |
| Local                        | Resultado | Visita                | Estadio           | Hora    | Fecha        |
| ---------------------------- | --------- | --------------------- | ----------------- | ------- | ------------ |
| Lima FBC                     | 0 - 1     | Barrio Lubo (Campana) | Domingo Di Donato | 19:00   | 4 de febrero |
| Libre: Otamendi FC (Campana) |           |                       |                   |         |              |

| Fecha 4               | Fecha 4   | Fecha 4               | Fecha 4               | Fecha 4 | Fecha 4       |
| Local                 | Resultado | Visita                | Estadio               | Hora    | Fecha         |
| --------------------- | --------- | --------------------- | --------------------- | ------- | ------------- |
| Otamendi FC (Campana) | 1 - 1     | Barrio Lubo (Campana) | Otamendi FC (Campana) | 18:30   | 11 de febrero |
| Libre: Lima FBC       |           |                       |                       |         |               |

| Fecha 5                      | Fecha 5   | Fecha 5               | Fecha 5           | Fecha 5 | Fecha 5 |
| Local                        | Resultado | Visita                | Estadio           | Hora    | Fecha   |
| ---------------------------- | --------- | --------------------- | ----------------- | ------- | ------- |
| Lima FBC                     |           | Otamendi FC (Campana) | Domingo Di Donato |         |         |
| Libre: Barrio Lubo (Campana) |           |                       |                   |         |         |

| Fecha 6                      | Fecha 6   | Fecha 6  | Fecha 6             | Fecha 6 | Fecha 6 |
| Local                        | Resultado | Visita   | Estadio             | Hora    | Fecha   |
| ---------------------------- | --------- | -------- | ------------------- | ------- | ------- |
| Barrio Lubo (Campana)        |           | Lima FBC | La Josefa (Campana) |         |         |
| Libre: Otamendi FC (Campana) |           |          |                     |         |         |

### Zona 8

#### Tabla de posiciones
| Pos. | Equipo                         | Pts. | PJ | PG | PE | PP | GF | GC | Dif. |
| ---- | ------------------------------ | ---- | -- | -- | -- | -- | -- | -- | ---- |
| 1.º  | San Carlos (Cápitan Sarmiento) | 6    | 2  | 2  | 0  | 0  | 4  | 2  | 2    |
| 2.º  | Sp. Baradero                   | 3    | 2  | 1  | 0  | 1  | 5  | 2  | 3    |
| 3.º  | Estrada FC                     | 0    | 2  | 0  | 0  | 2  | 3  | 8  | −5   |

|  | Clasifican a Dieciseisavos de final. |

#### Resultados
| Fecha 1                               | Fecha 1   | Fecha 1             | Fecha 1      | Fecha 1 | Fecha 1     |
| Local                                 | Resultado | Visita              | Estadio      | Hora    | Fecha       |
| ------------------------------------- | --------- | ------------------- | ------------ | ------- | ----------- |
| Sp. Baradero                          | 5 - 1     | Estrada FC (Zárate) | Sp. Baradero | 19:30   | 20 de enero |
| Libre: San Carlos (Cápitan Sarmiento) |           |                     |              |         |             |

| Fecha 2             | Fecha 2   | Fecha 2                        | Fecha 2                       | Fecha 2 | Fecha 2     |
| Local               | Resultado | Visita                         | Estadio                       | Hora    | Fecha       |
| ------------------- | --------- | ------------------------------ | ----------------------------- | ------- | ----------- |
| Estrada FC (Zárate) | 2 - 3     | San Carlos (Cápitan Sarmiento) | Central Buenos Aires (Zárate) | 17:00   | 27 de enero |
| Libre: Sp. Baradero |           |                                |                               |         |             |

| Fecha 3                    | Fecha 3   | Fecha 3                        | Fecha 3      | Fecha 3 | Fecha 3      |
| Local                      | Resultado | Visita                         | Estadio      | Hora    | Fecha        |
| -------------------------- | --------- | ------------------------------ | ------------ | ------- | ------------ |
| Sp. Baradero               | 0 - 1     | San Carlos (Cápitan Sarmiento) | Sp. Baradero | 20:00   | 4 de febrero |
| Libre: Estrada FC (Zárate) |           |                                |              |         |              |

| Fecha 4                               | Fecha 4   | Fecha 4      | Fecha 4                       | Fecha 4 | Fecha 4       |
| Local                                 | Resultado | Visita       | Estadio                       | Hora    | Fecha         |
| ------------------------------------- | --------- | ------------ | ----------------------------- | ------- | ------------- |
| Estrada FC (Zárate)                   |           | Sp. Baradero | Central Buenos Aires (Zárate) | 17:00   | 13 de febrero |
| Libre: San Carlos (Cápitan Sarmiento) |           |              |                               |         |               |

| Fecha 5                        | Fecha 5   | Fecha 5             | Fecha 5                        | Fecha 5 | Fecha 5 |
| Local                          | Resultado | Visita              | Estadio                        | Hora    | Fecha   |
| ------------------------------ | --------- | ------------------- | ------------------------------ | ------- | ------- |
| San Carlos (Cápitan Sarmiento) |           | Estrada FC (Zárate) | Municipal de Capitán Sarmiento |         |         |
| Libre: Sp. Baradero            |           |                     |                                |         |         |

| Fecha 6                        | Fecha 6   | Fecha 6      | Fecha 6                        | Fecha 6 | Fecha 6 |
| Local                          | Resultado | Visita       | Estadio                        | Hora    | Fecha   |
| ------------------------------ | --------- | ------------ | ------------------------------ | ------- | ------- |
| San Carlos (Cápitan Sarmiento) |           | Sp. Baradero | Municipal de Capitán Sarmiento |         |         |
| Libre: Estrada FC (Zárate)     |           |              |                                |         |         |

### Zona 9

#### Tabla de posiciones
| Pos. | Equipo                        | Pts. | PJ | PG | PE | PP | GF | GC | Dif. |
| ---- | ----------------------------- | ---- | -- | -- | -- | -- | -- | -- | ---- |
| 1.º  | 12 de Octubre (SNdlA)         | 6    | 2  | 2  | 0  | 0  | 6  | 2  | 4    |
| 2.º  | Defensores Unidos (San Pedro) | 3    | 2  | 1  | 0  | 1  | 4  | 3  | 1    |
| 3.º  | Sp. América (San Pedro)       | 0    | 2  | 0  | 0  | 2  | 2  | 7  | −5   |

|  | Clasifican a Dieciseisavos de final. |

#### Resultados
| Fecha 1                       | Fecha 1   | Fecha 1                 | Fecha 1                       | Fecha 1 | Fecha 1     |
| Local                         | Resultado | Visita                  | Estadio                       | Hora    | Fecha       |
| ----------------------------- | --------- | ----------------------- | ----------------------------- | ------- | ----------- |
| Defensores Unidos (San Pedro) | 3 - 1     | Sp. América (San Pedro) | Defensores Unidos (San Pedro) | 17:00   | 20 de enero |
| Libre: 12 de Octubre (SNdlA)  |           |                         |                               |         |             |

| Fecha 2                        | Fecha 2   | Fecha 2                       | Fecha 2               | Fecha 2 | Fecha 2     |
| Local                          | Resultado | Visita                        | Estadio               | Hora    | Fecha       |
| ------------------------------ | --------- | ----------------------------- | --------------------- | ------- | ----------- |
| 12 de Octubre (SNdlA)          | 2 - 1     | Defensores Unidos (San Pedro) | 12 de Octubre (SNdlA) | 19:00   | 27 de enero |
| Libre: Sp. América (San Pedro) |           |                               |                       |         |             |

| Fecha 3                              | Fecha 3   | Fecha 3               | Fecha 3                | Fecha 3 | Fecha 3      |
| Local                                | Resultado | Visita                | Estadio                | Hora    | Fecha        |
| ------------------------------------ | --------- | --------------------- | ---------------------- | ------- | ------------ |
| Sp. América (San Pedro)              | 1 - 4     | 12 de Octubre (SNdlA) | Municipal de San Pedro | 17:30   | 4 de febrero |
| Libre: Defensores Unidos (San Pedro) |           |                       |                        |         |              |

| Fecha 4                 | Fecha 4   | Fecha 4                       | Fecha 4                | Fecha 4 | Fecha 4 |
| Local                   | Resultado | Visita                        | Estadio                | Hora    | Fecha   |
| ----------------------- | --------- | ----------------------------- | ---------------------- | ------- | ------- |
| Sp. América (San Pedro) |           | Defensores Unidos (San Pedro) | Municipal de San Pedro |         |         |
| Libre:                  |           |                               |                        |         |         |

| Fecha 5                        | Fecha 5   | Fecha 5               | Fecha 5                       | Fecha 5 | Fecha 5 |
| Local                          | Resultado | Visita                | Estadio                       | Hora    | Fecha   |
| ------------------------------ | --------- | --------------------- | ----------------------------- | ------- | ------- |
| Defensores Unidos (San Pedro)  |           | 12 de Octubre (SNdlA) | Defensores Unidos (San Pedro) |         |         |
| Libre: Sp. América (San Pedro) |           |                       |                               |         |         |

| Fecha 6                              | Fecha 6   | Fecha 6                 | Fecha 6               | Fecha 6 | Fecha 6 |
| Local                                | Resultado | Visita                  | Estadio               | Hora    | Fecha   |
| ------------------------------------ | --------- | ----------------------- | --------------------- | ------- | ------- |
| 12 de Octubre (SNdlA)                |           | Sp. América (San Pedro) | 12 de Octubre (SNdlA) |         |         |
| Libre: Defensores Unidos (San Pedro) |           |                         |                       |         |         |

### Zona 10

#### Tabla de posiciones
| Pos. | Equipo                         | Pts. | PJ | PG | PE | PP | GF | GC | Dif. |
| ---- | ------------------------------ | ---- | -- | -- | -- | -- | -- | -- | ---- |
| 1.º  | Agricultores FC (Gdor. Castro) | 6    | 2  | 2  | 0  | 0  | 6  | 1  | 5    |
| 2.º  | Alte. Brown (Arrecifes)        | 3    | 2  | 1  | 0  | 1  | 3  | 4  | −1   |
| 3.º  | Palermo (Arrecifes)            | 0    | 2  | 0  | 0  | 2  | 0  | 4  | −4   |

|  | Clasifican a Dieciseisavos de final. |

#### Resultados
| Fecha 1                               | Fecha 1   | Fecha 1             | Fecha 1                | Fecha 1 | Fecha 1     |
| Local                                 | Resultado | Visita              | Estadio                | Hora    | Fecha       |
| ------------------------------------- | --------- | ------------------- | ---------------------- | ------- | ----------- |
| Alte. Brown (Arrecifes)               | 2 - 0     | Palermo (Arrecifes) | Municipal de Arrecifes | 21:00   | 21 de enero |
| Libre: Agricultores FC (Gdor. Castro) |           |                     |                        |         |             |

| Fecha 2                        | Fecha 2   | Fecha 2                        | Fecha 2                | Fecha 2 | Fecha 2     |
| Local                          | Resultado | Visita                         | Estadio                | Hora    | Fecha       |
| ------------------------------ | --------- | ------------------------------ | ---------------------- | ------- | ----------- |
| Palermo (Arrecifes)            | 0 - 2     | Agricultores FC (Gdor. Castro) | Municipal de Arrecifes | 19:30   | 28 de enero |
| Libre: Alte. Brown (Arrecifes) |           |                                |                        |         |             |

| Fecha 3                        | Fecha 3   | Fecha 3                 | Fecha 3                        | Fecha 3 | Fecha 3      |
| Local                          | Resultado | Visita                  | Estadio                        | Hora    | Fecha        |
| ------------------------------ | --------- | ----------------------- | ------------------------------ | ------- | ------------ |
| Agricultores FC (Gdor. Castro) | 4 - 1     | Alte. Brown (Arrecifes) | Agricultores FC (Gdor. Castro) | 20:15   | 3 de febrero |
| Libre: Palermo (Arrecifes)     |           |                         |                                |         |              |

| Fecha 4                               | Fecha 4   | Fecha 4                 | Fecha 4                | Fecha 4 | Fecha 4       |
| Local                                 | Resultado | Visita                  | Estadio                | Hora    | Fecha         |
| ------------------------------------- | --------- | ----------------------- | ---------------------- | ------- | ------------- |
| Palermo (Arrecifes)                   |           | Alte. Brown (Arrecifes) | Municipal de Arrecifes | 20:00   | 12 de febrero |
| Libre: Agricultores FC (Gdor. Castro) |           |                         |                        |         |               |

| Fecha 5                        | Fecha 5   | Fecha 5             | Fecha 5                        | Fecha 5 | Fecha 5 |
| Local                          | Resultado | Visita              | Estadio                        | Hora    | Fecha   |
| ------------------------------ | --------- | ------------------- | ------------------------------ | ------- | ------- |
| Agricultores FC (Gdor. Castro) |           | Palermo (Arrecifes) | Agricultores FC (Gdor. Castro) |         |         |
| Libre: Alte. Brown (Arrecifes) |           |                     |                                |         |         |

| Fecha 6                    | Fecha 6   | Fecha 6                        | Fecha 6                | Fecha 6 | Fecha 6 |
| Local                      | Resultado | Visita                         | Estadio                | Hora    | Fecha   |
| -------------------------- | --------- | ------------------------------ | ---------------------- | ------- | ------- |
| Alte. Brown (Arrecifes)    |           | Agricultores FC (Gdor. Castro) | Municipal de Arrecifes |         |         |
| Libre: Palermo (Arrecifes) |           |                                |                        |         |         |

### Zona 11

#### Tabla de posiciones
| Pos. | Equipo                        | Pts. | PJ | PG | PE | PP | GF | GC | Dif. |
| ---- | ----------------------------- | ---- | -- | -- | -- | -- | -- | -- | ---- |
| 1.º  | Independencia FC (San Pedro)  | 7    | 3  | 2  | 1  | 0  | 6  | 3  | 3    |
| 2.º  | Villa Sanguinetti (Arrecifes) | 4    | 3  | 1  | 1  | 1  | 4  | 5  | −1   |
| 3.º  | Belgrano (SNdlA)              | 0    | 2  | 0  | 0  | 2  | 0  | 2  | −2   |

|  | Clasifican a Dieciseisavos de final. |

#### Resultados
| Fecha 1                      | Fecha 1   | Fecha 1                       | Fecha 1                | Fecha 1 | Fecha 1     |
| Local                        | Resultado | Visita                        | Estadio                | Hora    | Fecha       |
| ---------------------------- | --------- | ----------------------------- | ---------------------- | ------- | ----------- |
| Independencia FC (San Pedro) | 2 - 2     | Villa Sanguinetti (Arrecifes) | Municipal de San Pedro | 17:00   | 21 de enero |
| Libre: Belgrano (SNdlA)      |           |                               |                        |         |             |

| Fecha 2                             | Fecha 2   | Fecha 2          | Fecha 2                | Fecha 2 | Fecha 2     |
| Local                               | Resultado | Visita           | Estadio                | Hora    | Fecha       |
| ----------------------------------- | --------- | ---------------- | ---------------------- | ------- | ----------- |
| Villa Sanguinetti (Arrecifes)       | 1 - 0     | Belgrano (SNdlA) | Municipal de Arrecifes | 21:00   | 26 de enero |
| Libre: Independencia FC (San Pedro) |           |                  |                        |         |             |

| Fecha 3                              | Fecha 3   | Fecha 3                      | Fecha 3          | Fecha 3 | Fecha 3      |
| Local                                | Resultado | Visita                       | Estadio          | Hora    | Fecha        |
| ------------------------------------ | --------- | ---------------------------- | ---------------- | ------- | ------------ |
| Belgrano (SNdlA)                     | 0 - 1     | Independencia FC (San Pedro) | Belgrano (SNdlA) | 20:00   | 3 de febrero |
| Libre: Villa Sanguinetti (Arrecifes) |           |                              |                  |         |              |

| Fecha 4                       | Fecha 4   | Fecha 4                      | Fecha 4                | Fecha 4 | Fecha 4       |
| Local                         | Resultado | Visita                       | Estadio                | Hora    | Fecha         |
| ----------------------------- | --------- | ---------------------------- | ---------------------- | ------- | ------------- |
| Villa Sanguinetti (Arrecifes) | 1 - 3     | Independencia FC (San Pedro) | Municipal de Arrecifes | 20:30   | 10 de febrero |
| Libre: Belgrano (SNdlA)       |           |                              |                        |         |               |

| Fecha 5                             | Fecha 5   | Fecha 5                       | Fecha 5          | Fecha 5 | Fecha 5 |
| Local                               | Resultado | Visita                        | Estadio          | Hora    | Fecha   |
| ----------------------------------- | --------- | ----------------------------- | ---------------- | ------- | ------- |
| Belgrano (SNdlA)                    |           | Villa Sanguinetti (Arrecifes) | Belgrano (SNdlA) |         |         |
| Libre: Independencia FC (San Pedro) |           |                               |                  |         |         |

| Fecha 6                              | Fecha 6   | Fecha 6          | Fecha 6                | Fecha 6 | Fecha 6 |
| Local                                | Resultado | Visita           | Estadio                | Hora    | Fecha   |
| ------------------------------------ | --------- | ---------------- | ---------------------- | ------- | ------- |
| Independencia FC (San Pedro)         |           | Belgrano (SNdlA) | Municipal de San Pedro |         |         |
| Libre: Villa Sanguinetti (Arrecifes) |           |                  |                        |         |         |

### Zona 12

#### Tabla de posiciones
| Pos. | Equipo                       | Pts. | PJ | PG | PE | PP | GF | GC | Dif. |
| ---- | ---------------------------- | ---- | -- | -- | -- | -- | -- | -- | ---- |
| 1.º  | Central Córdoba (San Pedro)  | 4    | 2  | 1  | 1  | 0  | 3  | 1  | 2    |
| 2.º  | Obras Sanitarias (Arrecifes) | 2    | 2  | 0  | 2  | 0  | 2  | 2  | 0    |
| 3.º  | Huracán (Arrecifes)          | 1    | 2  | 0  | 1  | 1  | 3  | 5  | −2   |

|  | Clasifican a Dieciseisavos de final. |

#### Resultados
| Fecha 1                            | Fecha 1   | Fecha 1                      | Fecha 1             | Fecha 1 | Fecha 1     |
| Local                              | Resultado | Visita                       | Estadio             | Hora    | Fecha       |
| ---------------------------------- | --------- | ---------------------------- | ------------------- | ------- | ----------- |
| Huracán (Arrecifes)                | 2 - 2     | Obras Sanitarias (Arrecifes) | Huracán (Arrecifes) | 18:00   | 21 de enero |
| Libre: Central Córdoba (San Pedro) |           |                              |                     |         |             |

| Fecha 2                             | Fecha 2   | Fecha 2             | Fecha 2                     | Fecha 2 | Fecha 2     |
| Local                               | Resultado | Visita              | Estadio                     | Hora    | Fecha       |
| ----------------------------------- | --------- | ------------------- | --------------------------- | ------- | ----------- |
| Central Córdoba (San Pedro)         | 3 - 1     | Huracán (Arrecifes) | Central Córdoba (San Pedro) | 21:00   | 27 de enero |
| Libre: Obras Sanitarias (Arrecifes) |           |                     |                             |         |             |

| Fecha 3                      | Fecha 3   | Fecha 3                     | Fecha 3                      | Fecha 3 | Fecha 3      |
| Local                        | Resultado | Visita                      | Estadio                      | Hora    | Fecha        |
| ---------------------------- | --------- | --------------------------- | ---------------------------- | ------- | ------------ |
| Obras Sanitarias (Arrecifes) | 0 - 0     | Central Córdoba (San Pedro) | Obras Sanitarias (Arrecifes) | 20:00   | 4 de febrero |
| Libre: Huracán (Arrecifes)   |           |                             |                              |         |              |

| Fecha 4                            | Fecha 4   | Fecha 4             | Fecha 4                      | Fecha 4 | Fecha 4       |
| Local                              | Resultado | Visita              | Estadio                      | Hora    | Fecha         |
| ---------------------------------- | --------- | ------------------- | ---------------------------- | ------- | ------------- |
| Obras Sanitarias (Arrecifes)       | 0 - 0     | Huracán (Arrecifes) | Obras Sanitarias (Arrecifes) | 20:00   | 11 de febrero |
| Libre: Central Córdoba (San Pedro) |           |                     |                              |         |               |

| Fecha 5                             | Fecha 5   | Fecha 5                     | Fecha 5             | Fecha 5 | Fecha 5 |
| Local                               | Resultado | Visita                      | Estadio             | Hora    | Fecha   |
| ----------------------------------- | --------- | --------------------------- | ------------------- | ------- | ------- |
| Huracán (Arrecifes)                 |           | Central Córdoba (San Pedro) | Huracán (Arrecifes) |         |         |
| Libre: Obras Sanitarias (Arrecifes) |           |                             |                     |         |         |

| Fecha 6                     | Fecha 6   | Fecha 6                      | Fecha 6                     | Fecha 6 | Fecha 6 |
| Local                       | Resultado | Visita                       | Estadio                     | Hora    | Fecha   |
| --------------------------- | --------- | ---------------------------- | --------------------------- | ------- | ------- |
| Central Córdoba (San Pedro) |           | Obras Sanitarias (Arrecifes) | Central Córdoba (San Pedro) |         |         |
| Libre: Huracán (Arrecifes)  |           |                              |                             |         |         |

### Zona 13

#### Tabla de posiciones
| Pos. | Equipo                    | Pts. | PJ | PG | PE | PP | GF | GC | Dif. |
| ---- | ------------------------- | ---- | -- | -- | -- | -- | -- | -- | ---- |
| 1.º  | Villa Italia (Salto)      | 7    | 3  | 2  | 1  | 0  | 8  | 4  | 4    |
| 2.º  | Peña Boquense (Arrecifes) | 6    | 3  | 2  | 0  | 1  | 7  | 6  | 1    |
| 3.º  | Juventud (Rojas)          | 3    | 3  | 1  | 0  | 2  | 8  | 9  | −1   |
| 4.º  | Valacco FC (Salto)        | 1    | 3  | 0  | 1  | 2  | 4  | 8  | −4   |

|  | Clasifican a Dieciseisavos de final. |

#### Resultados
| Fecha 1            | Fecha 1   | Fecha 1                   | Fecha 1          | Fecha 1 | Fecha 1     |
| Local              | Resultado | Visita                    | Estadio          | Hora    | Fecha       |
| ------------------ | --------- | ------------------------- | ---------------- | ------- | ----------- |
| Juventud (Rojas)   | 2 - 3     | Peña Boquense (Arrecifes) | Vagón sin Ruedas | 19:00   | 21 de enero |
| Valacco FC (Salto) | 1 - 1     | Villa Italia (Salto)      | CUSA (Salto)     | 21:00   | 23 de enero |

| Fecha 2                   | Fecha 2   | Fecha 2            | Fecha 2                | Fecha 2 | Fecha 2     |
| Local                     | Resultado | Visita             | Estadio                | Hora    | Fecha       |
| ------------------------- | --------- | ------------------ | ---------------------- | ------- | ----------- |
| Villa Italia (Salto)      | 4 - 2     | Juventud (Rojas)   | Club Sports Salto      | 20:30   | 28 de enero |
| Peña Boquense (Arrecifes) | 3 - 1     | Valacco FC (Salto) | Municipal de Arrecifes | 18:30   | 27 de enero |

| Fecha 3              | Fecha 3   | Fecha 3                   | Fecha 3           | Fecha 3 | Fecha 3      |
| Local                | Resultado | Visita                    | Estadio           | Hora    | Fecha        |
| -------------------- | --------- | ------------------------- | ----------------- | ------- | ------------ |
| Juventud (Rojas)     | 4 - 2     | Valacco FC (Salto)        | Vagón sin Ruedas  | 21:00   | 2 de febrero |
| Villa Italia (Salto) | 3 - 1     | Peña Boquense (Arrecifes) | Club Sports Salto | 20:30   | 4 de febrero |

| Fecha 4                   | Fecha 4   | Fecha 4            | Fecha 4                | Fecha 4 | Fecha 4       |
| Local                     | Resultado | Visita             | Estadio                | Hora    | Fecha         |
| ------------------------- | --------- | ------------------ | ---------------------- | ------- | ------------- |
| Peña Boquense (Arrecifes) |           | Juventud (Rojas)   | Municipal de Arrecifes | 20:30   | 12 de febrero |
| Villa Italia (Salto)      | 1 - 0     | Valacco FC (Salto) | Club Sports Salto      | 20:30   | 11 de febrero |

| Fecha 5            | Fecha 5   | Fecha 5                   | Fecha 5          | Fecha 5 | Fecha 5 |
| Local              | Resultado | Visita                    | Estadio          | Hora    | Fecha   |
| ------------------ | --------- | ------------------------- | ---------------- | ------- | ------- |
| Juventud (Rojas)   |           | Villa Italia (Salto)      | Vagón sin Ruedas |         |         |
| Valacco FC (Salto) |           | Peña Boquense (Arrecifes) | CUSA (Salto)     |         |         |

| Fecha 6                   | Fecha 6   | Fecha 6              | Fecha 6                | Fecha 6 | Fecha 6 |
| Local                     | Resultado | Visita               | Estadio                | Hora    | Fecha   |
| ------------------------- | --------- | -------------------- | ---------------------- | ------- | ------- |
| Valacco FC (Salto)        |           | Juventud (Rojas)     | CUSA (Salto)           |         |         |
| Peña Boquense (Arrecifes) |           | Villa Italia (Salto) | Municipal de Arrecifes |         |         |

### Zona 14

#### Tabla de posiciones
| Pos. | Equipo                      | Pts. | PJ | PG | PE | PP | GF | GC | Dif. |
| ---- | --------------------------- | ---- | -- | -- | -- | -- | -- | -- | ---- |
| 1.º  | Porteño FBC (Colón)         | 6    | 3  | 2  | 0  | 1  | 3  | 2  | 1    |
| 2.º  | Sportsman (Carmen de Areco) | 5    | 3  | 1  | 2  | 0  | 4  | 3  | 1    |
| 3.º  | El Huracán (Rojas)          | 4    | 3  | 1  | 1  | 1  | 8  | 6  | 2    |
| 4.º  | El Fortín (Colón)           | 1    | 3  | 0  | 1  | 2  | 3  | 7  | −4   |

|  | Clasifican a Dieciseisavos de final. |

#### Resultados
| Fecha 1                     | Fecha 1   | Fecha 1             | Fecha 1     | Fecha 1 | Fecha 1     |
| Local                       | Resultado | Visita              | Estadio     | Hora    | Fecha       |
| --------------------------- | --------- | ------------------- | ----------- | ------- | ----------- |
| Sportsman (Carmen de Areco) | 2 - 2     | El Huracán (Rojas)  | El Bosque   | 19:00   | 21 de enero |
| El Fortín (Colón)           | 0 - 1     | Porteño FBC (Colón) | Hugo Viccei | 21:00   | 19 de enero |

| Fecha 2             | Fecha 2   | Fecha 2                     | Fecha 2            | Fecha 2 | Fecha 2     |
| Local               | Resultado | Visita                      | Estadio            | Hora    | Fecha       |
| ------------------- | --------- | --------------------------- | ------------------ | ------- | ----------- |
| Porteño FBC (Colón) | 0 - 1     | Sportsman (Carmen de Areco) | Hugo Viccei        | 21:30   | 26 de enero |
| El Huracán (Rojas)  | 5 - 2     | El Fortín (Colón)           | Elvio Cruz Fachile | 19:00   | 28 de enero |

| Fecha 3                     | Fecha 3   | Fecha 3            | Fecha 3     | Fecha 3 | Fecha 3      |
| Local                       | Resultado | Visita             | Estadio     | Hora    | Fecha        |
| --------------------------- | --------- | ------------------ | ----------- | ------- | ------------ |
| Sportsman (Carmen de Areco) | 1 - 1     | El Fortín (Colón)  | El Bosque   | 20:00   | 4 de febrero |
| Porteño FBC (Colón)         | 2 - 1     | El Huracán (Rojas) | Hugo Viccei | 20:00   | 4 de febrero |

| Fecha 4             | Fecha 4   | Fecha 4                     | Fecha 4            | Fecha 4 | Fecha 4       |
| Local               | Resultado | Visita                      | Estadio            | Hora    | Fecha         |
| ------------------- | --------- | --------------------------- | ------------------ | ------- | ------------- |
| El Huracán (Rojas)  | 0 - 1     | Sportsman (Carmen de Areco) | Elvio Cruz Fachile | 19:00   | 11 de febrero |
| Porteño FBC (Colón) |           | El Fortín (Colón)           | Hugo Viccei        | 21:00   | 14 de febrero |

| Fecha 5                     | Fecha 5   | Fecha 5             | Fecha 5     | Fecha 5 | Fecha 5 |
| Local                       | Resultado | Visita              | Estadio     | Hora    | Fecha   |
| --------------------------- | --------- | ------------------- | ----------- | ------- | ------- |
| Sportsman (Carmen de Areco) |           | Porteño FBC (Colón) | El Bosque   |         |         |
| El Fortín (Colón)           |           | El Huracán (Rojas)  | Hugo Viccei |         |         |

| Fecha 6            | Fecha 6   | Fecha 6                     | Fecha 6            | Fecha 6 | Fecha 6 |
| Local              | Resultado | Visita                      | Estadio            | Hora    | Fecha   |
| ------------------ | --------- | --------------------------- | ------------------ | ------- | ------- |
| El Fortín (Colón)  |           | Sportsman (Carmen de Areco) | Hugo Viccei        |         |         |
| El Huracán (Rojas) |           | Porteño FBC (Colón)         | Elvio Cruz Fachile |         |         |

### Zona 15

#### Tabla de posiciones
| Pos. | Equipo               | Pts. | PJ | PG | PE | PP | GF | GC | Dif. |
| ---- | -------------------- | ---- | -- | -- | -- | -- | -- | -- | ---- |
| 1.º  | Sp. Barracas (Colón) | 8    | 4  | 2  | 2  | 0  | 7  | 3  | 4    |
| 2.º  | Racing (Colón)       | 6    | 4  | 1  | 3  | 0  | 5  | 3  | 2    |
| 3.º  | Argentino (Rojas)    | 3    | 3  | 1  | 0  | 2  | 3  | 5  | −2   |
| 4.º  | Gimnasia (Pergamino) | 1    | 3  | 0  | 1  | 2  | 4  | 8  | −4   |

|  | Clasifican a Dieciseisavos de final. |

#### Resultados
| Fecha 1              | Fecha 1   | Fecha 1              | Fecha 1              | Fecha 1 | Fecha 1     |
| Local                | Resultado | Visita               | Estadio              | Hora    | Fecha       |
| -------------------- | --------- | -------------------- | -------------------- | ------- | ----------- |
| Racing (Colón)       | 1 - 1     | Sp. Barracas (Colón) | Hugo Viccei          | 20:00   | 21 de enero |
| Gimnasia (Pergamino) | 1 - 2     | Argentino (Rojas)    | Gimnasia (Pergamino) | 18:00   | 20 de enero |

| Fecha 2              | Fecha 2   | Fecha 2           | Fecha 2                | Fecha 2 | Fecha 2     |
| Local                | Resultado | Visita            | Estadio                | Hora    | Fecha       |
| -------------------- | --------- | ----------------- | ---------------------- | ------- | ----------- |
| Gimnasia (Pergamino) | 2 - 2     | Racing (Colón)    | Gimnasia (Pergamino)   | 18:00   | 27 de enero |
| Sp. Barracas (Colón) | 2 - 1     | Argentino (Rojas) | Roberto ''Tito'' Pérez | 20:00   | 27 de enero |

| Fecha 3              | Fecha 3   | Fecha 3              | Fecha 3              | Fecha 3 | Fecha 3      |
| Local                | Resultado | Visita               | Estadio              | Hora    | Fecha        |
| -------------------- | --------- | -------------------- | -------------------- | ------- | ------------ |
| Racing (Colón)       | 2 - 0     | Argentino (Rojas)    | Hugo Viccei          | 20:00   | 3 de febrero |
| Gimnasia (Pergamino) | 1 - 4     | Sp. Barracas (Colón) | Gimnasia (Pergamino) | 18:00   | 4 de febrero |

| Fecha 4              | Fecha 4   | Fecha 4              | Fecha 4                     | Fecha 4 | Fecha 4       |
| Local                | Resultado | Visita               | Estadio                     | Hora    | Fecha         |
| -------------------- | --------- | -------------------- | --------------------------- | ------- | ------------- |
| Sp. Barracas (Colón) | 0 - 0     | Racing (Colón)       | Roberto ''Tito'' Pérez      | 21:00   | 8 de febrero  |
| Argentino (Rojas)    |           | Gimnasia (Pergamino) | Venancio ''Coco'' Amichetti | 21:30   | 12 de febrero |

| Fecha 5           | Fecha 5   | Fecha 5              | Fecha 5                     | Fecha 5 | Fecha 5 |
| Local             | Resultado | Visita               | Estadio                     | Hora    | Fecha   |
| ----------------- | --------- | -------------------- | --------------------------- | ------- | ------- |
| Racing (Colón)    |           | Gimnasia (Pergamino) | Hugo Viccei                 |         |         |
| Argentino (Rojas) |           | Sp. Barracas (Colón) | Venancio ''Coco'' Amichetti |         |         |

| Fecha 6              | Fecha 6   | Fecha 6              | Fecha 6                     | Fecha 6 | Fecha 6 |
| Local                | Resultado | Visita               | Estadio                     | Hora    | Fecha   |
| -------------------- | --------- | -------------------- | --------------------------- | ------- | ------- |
| Argentino (Rojas)    |           | Racing (Colón)       | Venancio ''Coco'' Amichetti |         |         |
| Sp. Barracas (Colón) |           | Gimnasia (Pergamino) | Roberto ''Tito'' Pérez      |         |         |

### Zona 16

#### Tabla de posiciones
| Pos. | Equipo                       | Pts. | PJ | PG | PE | PP | GF | GC | Dif. |
| ---- | ---------------------------- | ---- | -- | -- | -- | -- | -- | -- | ---- |
| 1.º  | CUSA (Salto)                 | 6    | 3  | 2  | 0  | 1  | 5  | 3  | 2    |
| 2.º  | Huracán (Chivilcoy)          | 6    | 4  | 2  | 0  | 2  | 5  | 6  | −1   |
| 3.º  | Boca Juniors (Rojas)         | 4    | 3  | 1  | 1  | 1  | 2  | 2  | 0    |
| 4.º  | Los Vascos (Carmen de Areco) | 4    | 4  | 1  | 1  | 2  | 6  | 7  | −1   |

|  | Clasifican a Dieciseisavos de final. |

#### Resultados
| Fecha 1             | Fecha 1   | Fecha 1                      | Fecha 1          | Fecha 1 | Fecha 1     |
| Local               | Resultado | Visita                       | Estadio          | Hora    | Fecha       |
| ------------------- | --------- | ---------------------------- | ---------------- | ------- | ----------- |
| Huracán (Chivilcoy) | 0 - 3     | Los Vascos (Carmen de Areco) | Jorge Ramón Leva | 17:30   | 21 de enero |
| CUSA (Salto)        | 1 - 0     | Boca Juniors (Rojas)         | CUSA (Salto)     | 20:30   | 19 de enero |

| Fecha 2                      | Fecha 2   | Fecha 2             | Fecha 2               | Fecha 2 | Fecha 2     |
| Local                        | Resultado | Visita              | Estadio               | Hora    | Fecha       |
| ---------------------------- | --------- | ------------------- | --------------------- | ------- | ----------- |
| Boca Juniors (Rojas)         | 1 - 0     | Huracán (Chivilcoy) | Boca Juniors (Rojas)  | 21:30   | 26 de enero |
| Los Vascos (Carmen de Areco) | 1 - 3     | CUSA (Salto)        | Miguel Ángel Haristoy | 17:30   | 28 de enero |

| Fecha 3                      | Fecha 3   | Fecha 3              | Fecha 3               | Fecha 3 | Fecha 3      |
| Local                        | Resultado | Visita               | Estadio               | Hora    | Fecha        |
| ---------------------------- | --------- | -------------------- | --------------------- | ------- | ------------ |
| Los Vascos (Carmen de Areco) | 1 - 1     | Boca Juniors (Rojas) | Miguel Ángel Haristoy | 18:00   | 3 de febrero |
| CUSA (Salto)                 | 1 - 2     | Huracán (Chivilcoy)  | CUSA (Salto)          | 20:30   | 2 de febrero |

| Fecha 4                      | Fecha 4   | Fecha 4             | Fecha 4               | Fecha 4 | Fecha 4       |
| Local                        | Resultado | Visita              | Estadio               | Hora    | Fecha         |
| ---------------------------- | --------- | ------------------- | --------------------- | ------- | ------------- |
| Los Vascos (Carmen de Areco) | 1 - 3     | Huracán (Chivilcoy) | Miguel Ángel Haristoy | 16:30   | 10 de febrero |
| Boca Juniors (Rojas)         | 2 - 2     | CUSA (Salto)        | Boca Juniors (Rojas)  | 20:00   | 10 de febrero |

| Fecha 5             | Fecha 5   | Fecha 5                      | Fecha 5          | Fecha 5 | Fecha 5 |
| Local               | Resultado | Visita                       | Estadio          | Hora    | Fecha   |
| ------------------- | --------- | ---------------------------- | ---------------- | ------- | ------- |
| Huracán (Chivilcoy) |           | Boca Juniors (Rojas)         | Jorge Ramón Leva |         |         |
| CUSA (Salto)        |           | Los Vascos (Carmen de Areco) | CUSA (Salto)     |         |         |

| Fecha 6              | Fecha 6   | Fecha 6                      | Fecha 6              | Fecha 6 | Fecha 6 |
| Local                | Resultado | Visita                       | Estadio              | Hora    | Fecha   |
| -------------------- | --------- | ---------------------------- | -------------------- | ------- | ------- |
| Boca Juniors (Rojas) |           | Los Vascos (Carmen de Areco) | Boca Juniors (Rojas) |         |         |
| Huracán (Chivilcoy)  |           | CUSA (Salto)                 | Jorge Ramón Leva     |         |         |

## Cuadro de desarrollo
- Nota: En cada llave, el equipo que ocupa la segunda línea es el que define la serie como local.

## Fase eliminatoria
A partir de aquí los equipos se enfrentan por eliminación directa a doble partido, uno en cada sede. En caso de empate al cabo de la serie, se ejecutan tiros desde el punto penal.
Desde esta instancia, el equipo que ostente menor número de orden que su rival de turno ejercerá la localía en el partido de vuelta.

### Dieciseisavos de final
16 clasificados de la fase de grupos, los primeros y segundos de todas las zonas más los 8 mejores terceros en las zonas de 4 equipos.
| Llave | Local - Vuelta | Global | Local - Ida |
| ----- | -------------- | ------ | ----------- |
| 1     |                |        |             |
| 2     |                |        |             |
| 3     |                |        |             |
| 4     |                |        |             |
| 5     |                |        |             |
| 6     |                |        |             |
| 7     |                |        |             |
| 8     |                |        |             |
| 9     |                |        |             |
| 10    |                |        |             |
| 11    |                |        |             |
| 12    |                |        |             |
| 13    |                |        |             |
| 14    |                |        |             |
| 15    |                |        |             |
| 16    |                |        |             |

|  | Clasificado a octavos de final. |

| Partidos de ida | Partidos de ida | Partidos de ida | Partidos de ida | Partidos de ida |
| Local           | Resultado       | Visita          | Estadio         | Fecha           |
| --------------- | --------------- | --------------- | --------------- | --------------- |
|                 |                 |                 |                 |                 |
|                 |                 |                 |                 |                 |
|                 |                 |                 |                 |                 |
|                 |                 |                 |                 |                 |
|                 |                 |                 |                 |                 |
|                 |                 |                 |                 |                 |
|                 |                 |                 |                 |                 |
|                 |                 |                 |                 |                 |
|                 |                 |                 |                 |                 |
|                 |                 |                 |                 |                 |
|                 |                 |                 |                 |                 |
|                 |                 |                 |                 |                 |
|                 |                 |                 |                 |                 |
|                 |                 |                 |                 |                 |
|                 |                 |                 |                 |                 |
|                 |                 |                 |                 |                 |

| Partidos de vuelta | Partidos de vuelta | Partidos de vuelta | Partidos de vuelta | Partidos de vuelta |
| Local              | Resultado          | Visita             | Estadio            | Fecha              |
| ------------------ | ------------------ | ------------------ | ------------------ | ------------------ |
|                    |                    |                    |                    |                    |
|                    |                    |                    |                    |                    |
|                    |                    |                    |                    |                    |
|                    |                    |                    |                    |                    |
|                    |                    |                    |                    |                    |
|                    |                    |                    |                    |                    |
|                    |                    |                    |                    |                    |
|                    |                    |                    |                    |                    |
|                    |                    |                    |                    |                    |
|                    |                    |                    |                    |                    |
|                    |                    |                    |                    |                    |
|                    |                    |                    |                    |                    |
|                    |                    |                    |                    |                    |
|                    |                    |                    |                    |                    |
|                    |                    |                    |                    |                    |
|                    |                    |                    |                    |                    |

### Octavos de final
16 clasificados de la tercera fase.
| Llave | Local - Vuelta | Global | Local - Ida |
| ----- | -------------- | ------ | ----------- |
| O1    |                |        |             |
| O2    |                |        |             |
| O3    |                |        |             |
| O4    |                |        |             |
| O5    |                |        |             |
| O6    |                |        |             |
| O7    |                |        |             |
| O8    |                |        |             |

|  | Clasificado a cuartos de final. |

| Partidos de ida | Partidos de ida | Partidos de ida | Partidos de ida | Partidos de ida |
| Local           | Resultado       | Visita          | Estadio         | Fecha           |
| --------------- | --------------- | --------------- | --------------- | --------------- |
|                 |                 |                 |                 |                 |
|                 |                 |                 |                 |                 |
|                 |                 |                 |                 |                 |
|                 |                 |                 |                 |                 |
|                 |                 |                 |                 |                 |
|                 |                 |                 |                 |                 |
|                 |                 |                 |                 |                 |
|                 |                 |                 |                 |                 |

| Partidos de vuelta | Partidos de vuelta | Partidos de vuelta | Partidos de vuelta | Partidos de vuelta |
| Local              | Resultado          | Visita             | Estadio            | Fecha              |
| ------------------ | ------------------ | ------------------ | ------------------ | ------------------ |
|                    |                    |                    |                    |                    |
|                    |                    |                    |                    |                    |
|                    |                    |                    |                    |                    |
|                    |                    |                    |                    |                    |
|                    |                    |                    |                    |                    |
|                    |                    |                    |                    |                    |
|                    |                    |                    |                    |                    |
|                    |                    |                    |                    |                    |

- Nota: En las series a dos partidos el equipo con el menor número de orden es el que define la serie como local.

### Cuartos de final
Los 8 clasificados de los octavos de final.
| Llave | Local - Vuelta | Global | Local - Ida |
| ----- | -------------- | ------ | ----------- |
| C1    |                |        |             |
| C2    |                |        |             |
| C3    |                |        |             |
| C4    |                |        |             |

|  | Clasificado a Semifinales. |

| Partidos de ida | Partidos de ida | Partidos de ida | Partidos de ida | Partidos de ida |
| Local           | Resultado       | Visita          | Estadio         | Fecha           |
| --------------- | --------------- | --------------- | --------------- | --------------- |
|                 |                 |                 |                 |                 |
|                 |                 |                 |                 |                 |
|                 |                 |                 |                 |                 |
|                 |                 |                 |                 |                 |

| Partidos de vuelta | Partidos de vuelta | Partidos de vuelta | Partidos de vuelta | Partidos de vuelta |
| Local              | Resultado          | Visita             | Estadio            | Fecha              |
| ------------------ | ------------------ | ------------------ | ------------------ | ------------------ |
|                    |                    |                    |                    |                    |
|                    |                    |                    |                    |                    |
|                    |                    |                    |                    |                    |
|                    |                    |                    |                    |                    |

### Semifinales
Los 4 clasificados de los cuartos de final.
| Llave | Local - Vuelta | Global | Local - Ida |
| ----- | -------------- | ------ | ----------- |
| S1    |                |        |             |
| S2    |                |        |             |

|  | Clasificado a la Final. |

| Partidos de ida | Partidos de ida | Partidos de ida | Partidos de ida | Partidos de ida |
| Local           | Resultado       | Visita          | Estadio         | Fecha           |
| --------------- | --------------- | --------------- | --------------- | --------------- |
|                 |                 |                 |                 |                 |
|                 |                 |                 |                 |                 |

| Partidos de vuelta | Partidos de vuelta | Partidos de vuelta | Partidos de vuelta | Partidos de vuelta |
| Local              | Resultado          | Visita             | Estadio            | Fecha              |
| ------------------ | ------------------ | ------------------ | ------------------ | ------------------ |
|                    |                    |                    |                    |                    |
|                    |                    |                    |                    |                    |

### Final
Los 2 clasificados de las semifinales. El ganador clasifica al Torneo Regional Federal Amateur.
| A definir | S1 | vs. | S2 | A definir, A definir  |  |
|           |    |     |    | Árbitro(s): A definir |  |